# Ruili Airlines
Ruili Airlines Co., Ltd. è una compagnia aerea a basso costo cinese (LCC) con sede all'aeroporto Internazionale di Kunming-Changshui. Fornisce servizi nazionali e internazionali verso destinazioni in Cina e nel sud-est asiatico (Chiang Mai, Chiang Rai e Sihanoukville), utilizzando Boeing 737.

## Storia
La compagnia aerea è stata fondata nel 2014 ed è interamente di proprietà del gruppo Yunnan Jingcheng. Ha ricevuto il certificato di operatore aereo il 22 gennaio 2014. Il suo primo servizio, tra Kunming e Mangshi, è stato lanciato il 18 maggio 2014.

## Flotta
Ad ottobre 2024 la flotta di Ruili Airlines è così composta:

## Incidenti
- L'8 luglio 2020, un Boeing 737 della Ruili Airlines operante un volo interno da Xi'an a Kunming ha subito la rottura del parabrezza della cabina di pilotaggio ed è precipitato per 10 000 piedi (3 000 m) prima che i piloti recuperassero il controllo dell'aereo. È stato poi effettuato un atterraggio di emergenza all'aeroporto Internazionale di Chongqing Jiangbei a Chongqing e nessuno dei 178 passeggeri o membri dell'equipaggio a bordo è rimasto ferito.[8]